# Cargolia carmelita
Cargolia carmelita är en fjärilsart som beskrevs av Charles V. Covell 1964. Cargolia carmelita ingår i släktet Cargolia och familjen mätare. Inga underarter finns listade i Catalogue of Life.